# 謝明良
謝明良（日語：ジャーメイン りょう，1995年4月19日—）是出生於神奈川縣厚木市的職業足球運動員。現効力於J聯賽球會廣島三箭。司職前鋒。

## 經歷

### 成為職業球員前
小學一年級時觀看2002年世界盃足球賽後開始踢足球。從FC厚木少年隊DREAMS升學到流通經濟大學附屬柏高等學校。高中三年級時在高圆宫杯JFA_U-18足球联赛（超聯）奪冠，並在冠軍賽中擊敗神戶勝利船U-18為球隊贏得日本冠軍。
高中畢業後升讀流通經濟大學。二年級起入選全日本大學選拔隊，2017年6月1日確定加盟仙台維加泰。其後以特別指定球員身份在仙台註冊。7月22日在季前友誼賽對神戶勝利船一戰首次為仙台上陣，並在完場前贏得十二碼並射入在主場的首個入球。10月4日在日本聯賽盃準決賽首回合對川崎前鋒一戰首次在正式賽事上陣。同月8日第二回合因傷停及停賽等原因導致人手不足，儘管前一天剛在關東大學聯賽上陣，仍然列入後備席並在完場前獲得上陣機會。12月2日在J1聯賽最後一輪對甲府風林的比賽首次在聯賽上陣，在球季尾段已成為仙台戰力的一部分。同年在第91屆關東大學足球聯賽出場22次射入11球，首次在一個球季取得雙位數入球。在第66屆全日本大學足球錦標賽決賽中擊敗法政大學，在學期間第二次奪得冠軍。

### 仙台維加泰
2018年加盟仙台維加泰。4月4日在日本聯賽盃第3輪對FC東京的比賽中射入職業生涯首球。同月14日在J1聯賽第8輪對川崎的比賽達到正式賽事規定上陣時間，因而簽訂職業A級合約。12月5日在天皇盃準決賽對山形山神的比賽參與球隊所有入球，協助球隊晉級決賽。

### 橫濱FC
2020年12月28日，以轉會形式加盟橫濱FC。

### 磐田山葉
2021年12月23日，宣布以轉會形式加盟磐田山葉。
加盟首年的2022球季，在開幕戰對福岡的比賽後備上陣射入加盟後首球，展開美好的開始。但這個球季出場29次只有8次正選，入球亦只得3個。球隊最終降班至J2。
2023球季在新任主教練橫內昭展麾下於右路中場位置首發上陣。5月17日第16輪對藤枝MYFC的比賽起轉為擔任中鋒正選。11月因傷缺陣，雖然未能達到雙位數入球但在聯賽出場31次，以職業生涯最佳兼球隊最佳的9個入球完成球季。在傑明的表現帶動下，球隊一年後重返J1。
2024球季在3月1日舉行的第2輪對川崎的比賽中上演帽子戲法，並射入該仗決勝的第4個入球（同場兩度射入十二碼）。成為繼中山雅史和高原直泰後第3位在磐田一場比賽入4球的球員（同時創下個人在J1聯賽單場最多入球紀錄）。在第10輪以十二碼射入聯賽第10球，打破個人在所有賽事的入球紀錄。在第10輪完結時取得雙位數入球，成為繼中山雅史、森島寬晃後第3位達成此成就的日本球員。出色表現令他獲選為4月份J1月度最有價值球員。射門成功率以41.7%遙遙領先其他球員。但在5月第12輪對東京綠茵的比賽中嘗試頂頭槌射門時與林尚輝相撞。雖然射入入球，但在這次攻門中額頭凹陷性骨折，缺陣約一個半月。在第18輪對FC東京的比賽復出。最終在聯賽出場31次射入19球，大幅度打破個人入球紀錄。而19個入球與山田新並列日本球員最多，在射手榜並列第3位。但球隊表現未如理想，一年後再度降班。球季結束後成為球隊唯一入選J聯賽優秀球員獎的球員。

### 廣島三箭
2024年12月24日，宣布以轉會形式加盟廣島三箭。

### 代表隊
2017年8月代表日本出戰2017年台北世界大學生運動會。在3場正選上陣的比賽均有入球，並在決賽對法國的比賽射入決勝球。
2025年7月，首度入選參加2025年東亞足球錦標賽的日本代表隊。7月8日在首場對香港的比賽擔任正選，完成A級代表隊首秀。射入包括先開紀錄在內的4個入球，協助球隊取得勝利。成為繼1930年若林竹雄後相隔95年再有球員在代表隊首秀射入4球。在第3場對南韓的比賽再度射入決勝球，協助球隊以1-0勝出並奪冠。以5個入球創下賽事紀錄，5次射門全部命中龍門。同時獲選為賽事神射手及最有價值球員。

## 個人生活
- 父親是美國人，母親是日本人[30]。
- 在足球文摘的訪問中透露母親是TUBE的前田亘輝的同班同學[31]。
- 2018年3月23日與一般女性結婚[32]。同年9月20日誕下長子，並在2019球季續約時公布消息[33]。
- 與効力廣島東洋鯉魚兼磐田山葉支持者的二俣翔一有交流[31]。

## 國際賽
最後更新：比賽日期：2025年7月15日
| 國家隊 | 年份 | 出場次數 | 進球數 |
| ------ | ---- | -------- | ------ |
| 日本   | 2025 | 3        | 5      |
| 總計   | 總計 | 3        | 5      |

| 編號 | 日期          | 場地                       | 出場次數 | 對手 | 比分 | 結果 | 比賽名稱             |
| ---- | ------------- | -------------------------- | -------- | ---- | ---- | ---- | -------------------- |
| 1.   | 2025年7月8日  | 南韓，龍仁，龍仁米爾體育場 | 1        | 香港 | 1–0  | 6–1  | 2025年東亞足球錦標賽 |
| 2.   | 2025年7月8日  | 南韓，龍仁，龍仁米爾體育場 | 1        | 香港 | 2–0  | 6–1  | 2025年東亞足球錦標賽 |
| 3.   | 2025年7月8日  | 南韓，龍仁，龍仁米爾體育場 | 1        | 香港 | 4–0  | 6–1  | 2025年東亞足球錦標賽 |
| 4.   | 2025年7月8日  | 南韓，龍仁，龍仁米爾體育場 | 1        | 香港 | 5–0  | 6–1  | 2025年東亞足球錦標賽 |
| 5.   | 2025年7月15日 | 南韓，龍仁，龍仁米爾體育場 | 3        |      | 1–0  | 1–0  | 2025年東亞足球錦標賽 |

## 外部連結
- 仙台維加泰選手資料
- 橫濱FC選手資料
- 磐田喜悅選手資料
- 日本職業足球聯賽中的謝明良 （日語）
- Soccerway資料庫：謝明良